# Croix Saint-Yves
Pour les articles homonymes, voir Croix Saint-Yves (homonymie).
La croix Saint-Yves  est située  au lieu-dit « La lande Saint-Yves », à  Bubry dans le Morbihan,.

## Historique
La croix fait l’objet d’une inscription au titre des monuments historiques depuis le 20 mars 1934.

## Architecture
Le soubassement à la forme d'un autel.